# Scheloribates azovicus
Scheloribates azovicus är en kvalsterart som beskrevs av Subbotina 1989. Scheloribates azovicus ingår i släktet Scheloribates och familjen Scheloribatidae. Inga underarter finns listade i Catalogue of Life.